# Bendita mentira (telenovela colombiana)

Bendita mentira es una telenovela colombiana de Producciones PUNCH que fue transmitida por el Canal A en 1992. Protagonizada por los retirados actores Nelly Moreno y Mario Ferro y con las participaciones antagónicas de Maguso, Martha Ligia Romero y María Margarita Giraldo.

## Sinopsis
Es la historia de Juana, (Nelly Moreno) una muchacha pobre con un defecto físico en una pierna que la hace caminar coja, es dulce, compasiva y aunque es de sentimientos puros tiene una personalidad decidida y aguerrida; vive en un pueblo alejado y tranquilo con Petra (Maguso), quien la obliga a trabajar de manera inmisericorde para luego quitarle el dinero que gana; hace las veces de mamá, pero la trata de manera déspota, pues es una vieja desalmada, alcohólica, y bruja que oculta un pasado de tráfico de niños y prostitución. Por la miserable vida que lleva es que Juana se ha criado de manera salvaje; sin embargo a pesar de todas esas vicisitudes vive alegre yendo de un lado a otro.
Por su parte Juan Camilo (Mario Ferro) es un apuesto y joven médico que llega al pueblo y logra conmover a Juana haciendo que su corazón comience a latir más fuertemente. Ella decide luchar por su amor, aun cuando lo ve tan lejano.
En ese mismo pueblo vive la familia Vargas Pedrero, dueños de grandes extensiones de tierra y de la fabrica, principal empleador de la zona, pero esta familia liderada por la señora María Luisa Vargas (Lucero Galindo), no es feliz ya que 20 años atrás Berenice, su nuera (Gretel Potdevin), huyó con su nieta muriendo trágicamente, no obstante el cuerpo de la niña jamás se encontró, por lo que la matriarca y su hijo Adolfo, (Luis Eduardo Motoa), padre de la niña están convencidos que su nieta vive. La señora María Luisa se ha hecho cargo de Lourdes (Martha Ligia Romero) hija de Margarita (Mariluz) su dama de compañía a quien le ha dado cariño y estudios, pero en realidad esta muchacha es una arpía que astutamente se ha ganado el amor de la señora con la intención de heredar su fortuna, actuando de manera solapada, ya que fingue ser bondadosa.
Juan Camilo logra cautivar los corazones de Juana y Lourdes desatando una guerra de mujeres que empeora cuando se cree que Juana es la nieta perdida de la opulenta familia, desenlazando las maldades e intrigas contra ella. Y enfrentando personas tan malvadas como Zulma (María Margarita Giraldo) mujer siniestra que estuvo en la cárcel por traficar con órganos humanos; tiene la medalla de la niña perdida por lo que la utiliza para mentir y usarla a su favor, es capaz de matar por lograr sus propósitos.
Y el doctor Alonso (Víctor Cifuentes) hombre doble, hipócrita, poseedor de una inmensa fortuna, es el médico de María Luisa, pero en realidad es maquiavélico sin moral y ambicioso. Es el padre de Ana María (Norma Pinzon), la novia oculta de Adolfo, y el verdadero padre de Lourdes.
Muchas trampas, intrigas y maldades tendrán que sobrepasar y destrabar la bendita mentira que los cubre para que los protagonistas vivan felices.

## Elenco
- Nelly Moreno - Juana Vargas
- Mario Ferro - Juan Camilo Macias
- Maguso - Petra
- Lucero Galindo - María Luisa Vargas
- Gretel Potdevin - Berenice
- Luis Eduardo Motoa - Adolfo
- Martha Ligia Romero - Lourdes
- María Margarita Giraldo - Zulma
- Mariluz - Margarita
- Norma Pinzon - Ana María
- Víctor Cifuentes - Alonso
- Fernando Solórzano - Mariano
- Haydée Ramírez
- Alberto Saavedra
- Marco Antonio López
- Manuel Pachon
- Sofía Morales
- John Jairo Munera
- Jose Raul Ordoñez
- Tatiana Ramírez
- Enrique Tobón